# Gradašnica (Leskovac)
Pour les articles homonymes, voir Gradašnica.
Gradašnica (en serbe cyrillique : Градашница) est un village de Serbie situé sur le territoire de la Ville de Leskovac, district de Jablanica. Au recensement de 2011, il comptait 381 habitants.

## Démographie

### Évolution historique de la population
| 1948 | 1953 | 1961 | 1971 | 1981 | 1991 | 2002 | 2011 |
| ---- | ---- | ---- | ---- | ---- | ---- | ---- | ---- |
| 930  | 917  | 921  | 850  | 726  | 577  | 472  | 381  |

|  |